# Nordine Meghasli
 (juillet 2019).
Si vous disposez d'ouvrages ou d'articles de référence ou si vous connaissez des sites web de qualité traitant du thème abordé ici, merci de compléter l'article en donnant les références utiles à sa vérifiabilité et en les liant à la section « Notes et références ».
Nordine Meghasli est un dramaturge et cinéaste algérien d'origine kabyle.

## Biographie
Il a rencontré le théâtre très jeune dans son village où ses cousins et son frère jouaient devant les villageois.
En Algérie, il a participé à quelques ateliers de théâtre et d'opérettes. Il a écrit une pièce Les Veuves, qu'il a mise en scène avec des adolescents.
Arrivé en France, il a coréalisé un documentaire sur l'intégration de l'immigration à la suite des événements des Minguettes et de Vénissieux.